# Gloria (canción de U2)
«Gloria» es la primera canción y el segundo sencillo del álbum October de U2. En el aspecto lírico es básicamente un salmo en inglés pero con partes en latín. El estribillo ("Gloria, in te domine // Gloria exultate", cuya traducción es "Gloria al Padre en las alturas") es un extracto de la Biblia (Lucas 1). Otra parte de la letra ("The door is open, you're standing there", de traducción "La puerta está abierta y tú estás allí") también se encuentra en la Biblia, en la Epístola a los colosenses (Col 2, 9-10).
Musicalmente está dirigida por una bella secuencia melódica de guitarra de The Edge y bajo de Adam Clayton, y una potente base de batería de Larry Mullen.

## Crítica y posicionamiento
Allmusic publicaba que la canción era un ejemplo de cómo, "cuando U2 juntan mensaje, melodía y sonido, el resultado es imprevisible".
El sencillo alcanzó el puesto 55 en las listas británicas, lo que para U2 en 1982 fue todo un éxito.

## En directo
La canción hizo su debut en el October Tour de 1981-82, y se tocó en todas las giras del grupo hasta el Lovetown Tour de 1989-90, teniendo presencia irregular en algunas de ellas. No volvió a ser interpretada en directo hasta pasados 15 años, cuando se recuperó para algunos conciertos del Vertigo Tour en 2005. Pasaron otros 10 años más hasta volver a aparecer en otra gira, el Innocence + Experience Tour de 2015, tocada de forma esporádica. También sería parte del Experience + Innocence Tour de 2018 y del Joshua Tree Tour 2019, en los que también se tocó de forma esporádica.